# First Division Monument

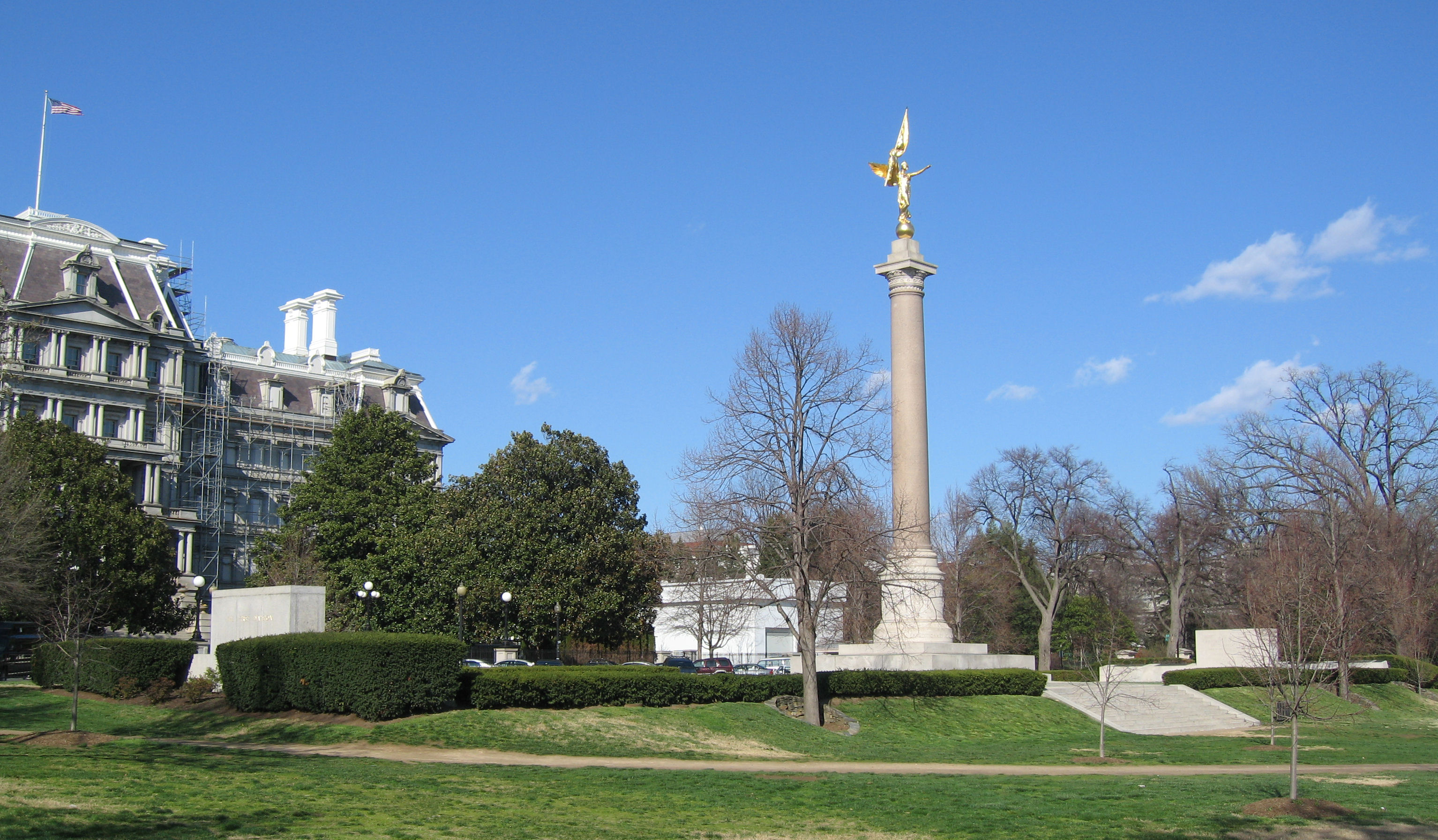
Das First Division Monument

Das First Division Monument befindet sich im  President’s Park, südlich des State Place Northwest zwischen der 17th Street Northwest und der West Executive Avenue Northwest in Washington, D.C.  Das Monument dient dem Gedenken an alle Kriegstoten der 1. US-Infanteriedivision.
Das Denkmal zu Ehren der Gefallenen des Ersten Weltkrieges wurde am 4. Oktober 1924 eingeweiht. Nach Ende des Zweiten Weltkrieges wurde das Denkmal erweitert und das Mahnmal für die Gefallenen dieses Krieges wurde am 24. August 1957 eingeweiht. Das First Division Monument wurde noch zwei Mal erweitert, und zwar für die Gefallenen des Vietnamkrieges (Einweihung am 20. August 1977) und für die Gefallenen der Operation Desert Storm (Einweihung am 29. Mai 1995).